# Буцхрикидзе, Отар Владимирович
Отар Владимирович Буцхрикидзе (род. 1927 год, Шорапанский уезд, Кутаисская губерния, ССР Грузия) — звеньевой Аргветского виноградарского совхоза Грузинского шампанкомбината Министерства пищевой промышленности СССР, Зестафонский район, Грузинская ССР. Герой Социалистического Труда (1949).

## Биография
Родился в 1927 году в крестьянской семье в одном из сельских населённых пунктов Шорапанского уезда. После окончания местной школы начал трудиться в годы Великой Отечественной войны рядовым колхозником в виноградарском совхозе Грузинского комбината виноградных вин в селе Аргвета Знсатфонского района. В послевоенные годы возглавлял виноградарское звено в этом же совхозе.
В 1948 году звено под его руководством собрало в среднем с каждого гектара по 131,8 центнеров винограда на участке площадью 3,3 гектара. Указом Президиума Верховного Совета СССР от 5 октября 1949 года удостоен звания Героя Социалистического Труда за «получение высоких урожаев винограда в 1948 году» с вручением ордена Ленина и золотой медали «Серп и Молот» (№ 4769).
Этим же Указом званием Героя Социалистического Труда были награждены труженики Арагветского совхоза Грузинского шампанкомбината бригадир Николай Калистратович Катамадзе и звеньевой Дементий Евстатиевич Леладзе.
После выхода на пенсию проживал в Зестафонском районе. С 1987 года — персональный пенсионер союзного значения.